# Seeschlacht von Cuddalore (1758)
Kalkutta – Chandannagar – Plassey – Cuddalore – Negapatam – Condore – Madras – Masulipatam – Pondicherry I – Chinsurah – Wandiwash – Pondicherry II – Manila – Palaris-Aufstand
Die Seeschlacht von Cuddalore (englisch Battle of Cuddalore, französisch Bataille de Gondelour) war die erste von drei weitgehend unentschiedenen Seeschlachten zwischen einer britischen Flotte unter Vice-admiral George Pocock und einer französischen Flotte unter Chef d’escadre Anne Antoine d’Aché vor der Ostküste Indiens während der Auseinandersetzungen zwischen Großbritannien und Frankreich im Rahmen des Siebenjährigen Krieges. Die Schlacht wurde am 29. April 1758 bei Cuddalore im Golf von Bengalen ausgetragen.
Pocock versuchte, d’Achés Geschwader abzufangen, das von der Île-de-France mit Nachschub und Verstärkungen für die französischen Streitkräfte in Pondicherry unterwegs war. Die Schlacht endete unentschieden, jedoch gelang es d’Aché, seine Mission zu erfüllen.

## Vorgeschichte
Mit Beginn des Siebenjährigen Krieges in Europa kam es auch zu Kampfhandlungen in den europäischen Kolonien der beteiligten Staaten. Da sich die meisten Kämpfe in Indien in der Region Karnatik ereigneten, worunter man während der Kolonialzeit das Gebiet zwischen den Ostghats und der Koromandelküste im Norden des heutigen indischen Bundesstaats Tamil Nadu verstand, wird dieser Konflikt auch als Dritter Karnatischer Krieg bezeichnet.
Cuddalore (französisch Gondelour) war als indischer Hafen zu dieser Zeit der Hauptort der französischen Handelsposten in Indien an der Koromandelküste. Nach der Kriegserklärung 1756 erfolgten die Hauptauseinandersetzungen zunächst in Europa und somit im Atlantik und verlagerten sich später auf die Westindischen Inseln, Kanada und Westafrika. Folgerichtig waren hier die wichtigsten französischen und englischen Geschwader stationiert.
Indien war somit zunächst nicht im Fokus, bis die Briten am 23. März 1757 Chandannagar eroberten und es hierdurch offensichtlich wurde, dass auch alle anderen französischen Niederlassungen in Indien bedroht waren.
Obwohl die französische Regierung über weitaus weniger Kriegsschiffe verfügte als die Royal Navy, beschloss sie dennoch, gemeinsam mit der französischen Ostindien-Kompanie Verstärkung nach Indien zu schicken. Ein gemischtes Geschwader aus neun Schiffen, einem Linienschiff und acht bewaffneten Ostindienfahrern. Das Geschwader wurde unter dem Kommando des Comte d’Aché und mit einer Truppe von 4.000 Mann unter dem Befehl von Lally-Tollendal, der die Führung aller französischen Streitkräfte in Indien übernehmen sollte, nach Pondicherry eingeschifft. Das Geschwader verließ Frankreich am 2. Mai 1757, verlor 300 Männer, die bei einem Zwischenstopp in Rio de Janeiro durch eine Epidemie umkamen, machte im Dezember Halt auf der Île-de-France und kam schließlich im April 1758 in indischen Gewässern an. Hier wurde das Geschwader bereits von George Pococks Schiffen erwartet.

## Die Schlacht
Nach der Anzahl der Kanonen lag bei d’Achés Geschwader ein leichter Vorteil, da er über 470 Kanonen verfügte, während Pocock 414 Kanonen hatte. Da Pocock jedoch sieben Kriegsschiffe einsetzen konnte, gegen nur eines auf d'Achés Seite, war Pococks Geschwader besser bemannt und für den Kampf ausgerüstet und die Besatzungen besser für den Kampf ausgebildet. Die Ostindienfahrer, obwohl für den Kampf gegen Piraten oder konkurrierende Handelsgesellschaften bewaffnet, waren kaum eine Konkurrenz gegen echte Kriegsschiffe, da sie trotz robuster Bauweise nur eine geringe Feuerrate besaßen und außerdem mit Truppen und Nachschub beladen waren, was das Manövrieren der Kanoniere erschwerte. Drei dieser Einheiten verfügten über weniger als 50 Kanonen, was sie eher zu Fregatten als zu echten Kampfschiffen machte. Mit vier Schiffen mit 60 oder mehr Kanonen, ergänzt durch zwei Schiffe mit 50 Kanonen, war Pococks Geschwader homogener und ging mit einem Vorteil in die Schlacht.
Am 29. April gegen Mittag waren die beiden Streitkräfte in Sichtweite vor der Reede des niederländischen Nagapattinam. Beide Kommandeure bildeten eine Kiellinienformation. Der Beschuss begann gegen 15:00 Uhr, die Franzosen eröffneten zuerst das Feuer. Pocock, der die Zusammensetzung des französischen Geschwader anscheinend genau kannte, befahl, das Feuer auf das einzige echte Kriegsschiff, die Zodiaque, zu konzentrieren und ging auf Musketenreichweite an das Schiff heran. Die Franzosen ihrerseits konzentrierten ihr Feuer auf die Masten und Segel der feindlichen Schiffe, um ihnen das Manövrieren zu erschweren. Um 16:00 Uhr endete der allgemeine Kampf. Die britischen Schiffe erlitten große Schäden an ihren Masten und die Schiffe der Ostindien-Kompanie, deren Decks mit Truppen überfüllt waren, erlitten schwere Verluste. Die Zodiaque konnte nach erbittertem Kampf schließlich die Yarmouth abwehren und sich mit den anderen Schiffen zurückziehen, d’Aché befahl, den Kampf mit drei Schiffen fortzusetzen, während fünf Schiffe ihre Fahrt zur Versorgung Pondicherrys fortsetzen sollten.
Zu diesem Zeitpunkt kam es zu einer für die Franzosen günstigen Wende. Vor Pondicherry patrouillieren nämlich zwei weitere Einheiten, die Comte de Provence, ein 74-Kanonen-Linienschiff und eine 24-Kanonen-Fregatte, die Diligente. Diese waren am Vortag von d’Aché nach Pondicherry geschickt worden, um Lally-Tollendal und erste Truppen dort anzulanden.
Vom Gefechtslärm angelockt, segelten beide Schiffe auf die Kanonade zu und kamen in Kontakt mit der zurückweichenden Zodiaque. Durch die Ankunft der beiden Schiffe änderte sich die Lage. D’Aché ließ den Rückzug stoppen und kehrte in eine Kampfposition zurück. Die französischen Verstärkungen beeindruckten weiterhin auch Pocock, dessen Schiffe schon größere Schäden erlitten hatten, und er hielt es für klüger, einen weiteren Angriff zu unterlassen. Er zog sich nach Madras zurück, um die Schäden an Masten und Segeln zu reparieren, während die Franzosen ihren Weg nach Pondicherry fortsetzen konnten.
Noch am selben Tag gelang es d’Aché, die Truppen und Nachschub in Pondicherry anzulanden.

## Auswirkungen
Die Verluste der Briten betrugen 29 Tote und 89 Verwundete, während die Franzosen rund 600 Mann an Toten und Verwundeten verloren, ein hoher Wert, der in der Härte des Kampfes und der schweren Beladung der Ostindienfahrer mit Truppen begründet liegt. D’Aché selbst wurde ebenfalls verwundet.
Allgemein gilt der Schlachtausgang als unentschieden. Da es d’Aché jedoch gelang, seine Mission, Pondicherry zu versorgen, zu erfüllen, bzw. es Pocock nicht gelang, die Versorgung, etwa durch Kaperung der französischen Ostindienfahrer und Gefangennahme des neuen Gouverneurs Lally-Tollendal zu verhindern, kann die Schlacht auch als Sieg der französischen Seite gewertet werden.
Die Konsequenzen waren unmittelbar. Lally-Tollendal, ein unnachgiebiger Kämpfer und entschiedener Gegner der protestantischen britischen Monarchie, startete sofort eine Offensive, die es ihm ermöglichte, am 4. Mai 1758 den Hafen von Cuddalore, im Juni den von Fort St. David südlich von Pondicherry und schließlich im Oktober Arcate einzunehmen. Der Feldzug sollte sich dann allerdings für die Franzosen unvorteilhaft entwickeln. Pocock und d’Aché trafen indes noch zwei weitere Male aufeinander: am 3. August vor Negapatam und ein drittes Mal am 10. September 1759 vor Pondicherry.

## Schlachtordnung

### Frankreich
| Flotte von Anne Antoine d’Aché                 | Flotte von Anne Antoine d’Aché | Flotte von Anne Antoine d’Aché                                     | Flotte von Anne Antoine d’Aché | Flotte von Anne Antoine d’Aché | Flotte von Anne Antoine d’Aché | Flotte von Anne Antoine d’Aché                                                                   |
| Schiff                                         | Kanonen                        | Kommandant                                                         | Verluste                       | Verluste                       | Verluste                       | Anmerkungen                                                                                      |
| Schiff                                         | Kanonen                        | Kommandant                                                         | getötet                        | verwundet                      | Insgesamt                      | Anmerkungen                                                                                      |
| ---------------------------------------------- | ------------------------------ | ------------------------------------------------------------------ | ------------------------------ | ------------------------------ | ------------------------------ | ------------------------------------------------------------------------------------------------ |
| Zodiaque                                       | 74                             | Jacques-Antoine de Gotho                                           |                                |                                |                                | Flaggschiff von Anne Antoine d’Aché, der Kommandant fiel in der Schlacht, d’Aché wurde verwundet |
| Bien-Aimé                                      | 58                             | Jacques Lars de Lescouet oder Jean Baptiste Christy de la Pallière |                                |                                |                                |                                                                                                  |
| Vengeur                                        | 64                             | Jean Baptiste Christy de La Pallière oder Bouvet                   |                                |                                |                                |                                                                                                  |
| Condé                                          | 50 oder 44                     | Jacques Kerlero de Rosbo                                           |                                |                                |                                |                                                                                                  |
| Moras                                          | 60 oder 44                     | Louis-Toussaint de Becdelièvre-Du Bouexié                          |                                |                                |                                |                                                                                                  |
| Duc de Bourgogne                               | 50 oder 60                     | Jean Baptiste Nicolas Denis d’Après de Mannevillette               |                                |                                |                                |                                                                                                  |
| Duc d'Orlèans                                  | 50 oder 54                     | Jean François Marie de Surville                                    |                                |                                |                                |                                                                                                  |
| Saint Louis                                    | 50                             | Louis Dominique de Joanni                                          |                                |                                |                                |                                                                                                  |
| Sylphide                                       | 30 oder 36                     | Étienne Mahy                                                       |                                |                                |                                | Fregatte                                                                                         |
| Aus Pondicherry später eingetroffene Einheiten |                                |                                                                    |                                |                                |                                |                                                                                                  |
| Comte de Provence                              | 74                             | Jean-Jacques de La Chaise                                          |                                |                                |                                |                                                                                                  |
| Diligente                                      | 24 oder 32                     | Étienne Mahy                                                       |                                |                                |                                | Fregatte                                                                                         |

### Großbritannien
| Flotte von George Pocock | Flotte von George Pocock | Flotte von George Pocock | Flotte von George Pocock | Flotte von George Pocock | Flotte von George Pocock | Flotte von George Pocock      |
| Schiff                   | Kanonen                  | Kommandant               | Verluste                 | Verluste                 | Verluste                 | Anmerkungen                   |
| Schiff                   | Kanonen                  | Kommandant               | getötet                  | verwundet                | Insgesamt                | Anmerkungen                   |
| ------------------------ | ------------------------ | ------------------------ | ------------------------ | ------------------------ | ------------------------ | ----------------------------- |
| Yarmouth                 | 64                       | John Harrison            |                          |                          |                          | Flaggschiff von George Pocock |
| Elizabeth                | 70                       | Richard Kempenfelt       |                          |                          |                          | Commodore Stevens an Bord     |
| Cumberland               | 66                       | William Brereton         |                          |                          |                          |                               |
| Tiger                    | 60                       | Thomas Latham            |                          |                          |                          |                               |
| Weymouth                 | 60                       | Nicholas Vincent         |                          |                          |                          |                               |
| Newcastle                | 50                       | George Legge             |                          |                          |                          |                               |
| Salisbury                | 50                       | John Stukley Somerset    |                          |                          |                          |                               |
| Protector                | 40                       |                          |                          |                          |                          | Brander                       |
| Queensborough            | 40                       | James Colville           |                          |                          |                          | Fregatte                      |